# 드리야 웨버

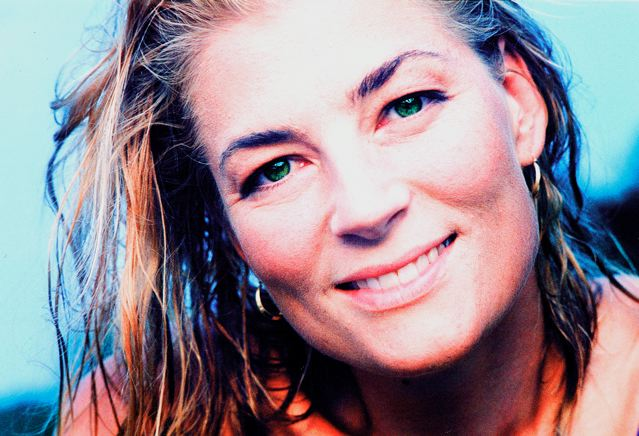

드리야 웨버(Dreya Weber, 1961년 5월 8일 ~ )는 미국의 배우, 텔레비전 배우, 영화배우이다.
블루밍턴에서 태어났다.

## 영화
- 워터 포 엘리펀트 (2011년) - 서커스 퍼포머 역
- 마린 스토리 (2010년) - 알렉산드라 에버렛 역
- 짐내스트 (2006년)